# Liste der Kulturdenkmäler in Heltersberg
In der Liste der Kulturdenkmäler in Heltersberg sind alle Kulturdenkmäler der rheinland-pfälzischen Ortsgemeinde Heltersberg aufgeführt. Grundlage ist die Denkmalliste des Landes Rheinland-Pfalz (Stand: 31. August 2023).

## Einzeldenkmäler
| Bezeichnung      | Lage                                  | Baujahr                | Beschreibung                                                                                           | Bild            |
| ---------------- | ------------------------------------- | ---------------------- | --- | --------------- |
| Kriegerdenkmäler | Friedhofstraße, auf dem Friedhof Lage |                        | Kriegerdenkmal 1870/71; Kriegerdenkmal 1914/18                                                         | BW              |
| Schulhaus        | Hauptstraße 1 Lage                    | 1883                   | ehemaliges protestantisches Schul- und Bethaus; Walmdachbau, überhöhtes Mittelrisalit, bezeichnet 1883 | Fotos hochladen |
| Wohnhaus         | Waldfischbacher Straße 1 Lage         | 1758                   | Wohnhaus, teilweise verkleidet, Fachwerkgiebel, bezeichnet 1758                                        | BW              |
| Schulhaus        | Waldfischbacher Straße 2 Lage         | spätes 19. Jahrhundert | ehemalige (katholische ?) Schule; historisierender Putzbau, spätes 19. Jahrhundert                     | Fotos hochladen |